# Distrito de Clermont-Ferrand
El distrito de Clermont-Ferrand es un distrito (en francés arrondissement) de Francia, que se localiza en el departamento de Puy-de-Dôme, de la región de Auvernia (en francés Auvergne). Cuenta con 25 cantones y 119 comunas.

## División territorial

### Cantones
Los cantones del distrito de Clermont-Ferrand son:
1. Cantón de Aubière
2. Cantón de Beaumont
3. Cantón de Billom
4. Cantón de Bourg-Lastic
5. Cantón de Chamalières
6. Cantón de Clermont-Ferrand-Centre
7. Cantón de Clermont-Ferrand-Est
8. Cantón de Clermont-Ferrand-Nord
9. Cantón de Clermont-Ferrand-Nord-Ouest
10. Cantón de Clermont-Ferrand-Ouest
11. Cantón de Clermont-Ferrand-Sud
12. Cantón de Clermont-Ferrand-Sud-Est
13. Cantón de Clermont-Ferrand-Sud-Ouest
14. Cantón de Cournon-d'Auvergne
15. Cantón de Gerzat
16. Cantón de Herment
17. Cantón de Montferrand
18. Cantón de Pont-du-Château
19. Cantón de Rochefort-Montagne
20. Cantón de Royat
21. Cantón de Saint-Amant-Tallende
22. Cantón de Saint-Dier-d'Auvergne
23. Cantón de Vertaizon
24. Cantón de Veyre-Monton
25. Cantón de Vic-le-Comte

### Comunas
| 1. Aubière (63014)                  | 2. Aulnat (63019)                   | 3. Aurières (63020)                   | 4. Authezat (63021)                      |
| 5. Aydat (63026)                    | 6. Beaumont (63032)                 | 7. Beauregard-l'Évêque (63034)        | 8. Billom (63040)                        |
| 9. Blanzat (63042)                  | 10. Bongheat (63044)                | 11. Bort-l'Étang (63045)              | 12. La Bourboule (63047)                 |
| 13. Bourg-Lastic (63048)            | 14. Bouzel (63049)                  | 15. Briffons (63053)                  | 16. Busséol (63059)                      |
| 17. Ceilloux (63065)                | 18. Le Cendre (63069)               | 19. Ceyrat (63070)                    | 20. Ceyssat (63071)                      |
| 21. Chamalières (63075)             | 22. Chanat-la-Mouteyre (63083)      | 23. Chanonat (63084)                  | 24. Chas (63096)                         |
| 25. Chauriat (63106)                | 26. Clermont-Ferrand (63113)        | 27. Corent (63120)                    | 28. Cournols (63123)                     |
| 29. Cournon-d'Auvergne (63124)      | 30. Le Crest (63126)                | 31. Cébazat (63063)                   | 32. Dallet (63133)                       |
| 33. Domaize (63136)                 | 34. Durtol (63141)                  | 35. Espirat (63154)                   | 36. Estandeuil (63155)                   |
| 37. Fayet-le-Château (63157)        | 38. Gelles (63163)                  | 39. Gerzat (63164)                    | 40. Glaine-Montaigut (63168)             |
| 41. Herment (63175)                 | 42. Heume-l'Église (63176)          | 43. Isserteaux (63177)                | 44. Laps (63188)                         |
| 45. Laqueuille (63189)              | 46. Lastic (63191)                  | 47. Lempdes (63193)                   | 48. Lussat (63200)                       |
| 49. Malintrat (63204)               | 50. Manglieu (63205)                | 51. Les Martres-d'Artière (63213)     | 52. Les Martres-de-Veyre (63214)         |
| 53. Mauzun (63216)                  | 54. Mazaye (63219)                  | 55. Messeix (63225)                   | 56. Mézel (63226)                        |
| 57. Mirefleurs (63227)              | 58. Moissat (63229)                 | 59. Mont-Dore (63236)                 | 60. Montmorin (63239)                    |
| 61. Murat-le-Quaire (63246)         | 62. Neuville (63252)                | 63. Nohanent (63254)                  | 64. Nébouzat (63248)                     |
| 65. Olby (63257)                    | 66. Olloix (63259)                  | 67. Orcet (63262)                     | 68. Orcines (63263)                      |
| 69. Orcival (63264)                 | 70. Parent (63269)                  | 71. Perpezat (63274)                  | 72. Pignols (63280)                      |
| 73. Plauzat (63282)                 | 74. Pont-du-Château (63284)         | 75. Prondines (63289)                 | 76. Pérignat-lès-Sarliève (63272)        |
| 77. Pérignat-sur-Allier (63273)     | 78. Ravel (63296)                   | 79. Reignat (63297)                   | 80. La Roche-Blanche (63302)             |
| 81. La Roche-Noire (63306)          | 82. Rochefort-Montagne (63305)      | 83. Romagnat (63307)                  | 84. Royat (63308)                        |
| 85. Saint-Amant-Tallende (63315)    | 86. Saint-Bonnet-lès-Allier (63325) | 87. Saint-Bonnet-près-Orcival (63326) | 88. Saint-Dier-d'Auvergne (63334)        |
| 89. Saint-Flour (63343)             | 90. Saint-Genès-Champanelle (63345) | 91. Saint-Georges-sur-Allier (63350)  | 92. Saint-Germain-près-Herment (63351)   |
| 93. Saint-Jean-des-Ollières (63365) | 94. Saint-Julien-Puy-Lavèze (63370) | 95. Saint-Julien-de-Coppel (63368)    | 96. Saint-Maurice (63378)                |
| 97. Saint-Pierre-Roche (63386)      | 98. Saint-Sandoux (63395)           | 99. Saint-Saturnin (63396)            | 100. Saint-Sulpice (63399)               |
| 101. Sallèdes (63405)               | 102. Saulzet-le-Froid (63407)       | 103. Sauvagnat (63410)                | 104. La Sauvetat (63413)                 |
| 105. Savennes (63416)               | 106. Sayat (63417)                  | 107. Tallende (63425)                 | 108. Tortebesse (63433)                  |
| 109. Tours-sur-Meymont (63434)      | 110. Trézioux (63438)               | 111. Vassel (63445)                   | 112. Le Vernet-Sainte-Marguerite (63449) |
| 113. Verneugheol (63450)            | 114. Vernines (63451)               | 115. Vertaizon (63453)                | 116. Veyre-Monton (63455)                |
| 117. Vic-le-Comte (63457)           | 118. Yronde-et-Buron (63472)        | 119. Égliseneuve-près-Billom (63146)  |                                          |